# Erica benguelensis
Erica benguelensis là một loài thực vật có hoa trong họ Thạch nam. Loài này được (Welw. ex Engl.) E.G.H.Oliv. mô tả khoa học đầu tiên năm 1992.